# زهر (فلم)
زْهَرْ (ويعني حظّ بالدارجة الجزائريّة) هو فيلم جزائري صدرَ عام 2009 من إخراج فاطمة الزهراء زعموم.

## القصّة
يتحدث الفيلمُ عن فترتين زمنيتينِ مُختلفتين. الأولى عام 1997 وفيها تُسافر عاليّة المُصوِّرة الباريسية من مدينة تونس إلى قسنطينة بالجزائر العاصِمة لرؤية والدها المريض، أمّا شريف فهو كاتب وقد قرأ للتوّ بحسب الصحف أنه مات. الفترة الزمنيّة الثانيّة في عام 2007 وتطلبُ فيها فاطمة الزهراء من شقيقها الذهاب معها في استطلاعٍ لموقعٍ ما، بينما يتخصّصُ عزيز في تصوير وتوثيقِ أعمال العنف التي اجتاحت الجزائر العاصمة خلال التسعينيات. يبدأُ الطاقم في رحلة ألفي كيلومتر تُؤدي إلى خيالٍ افتراضي أو حلمٍ يتعرَّفُ خلاله الشخصيات الرئيسية على بعضها البعض.

## الجوائز
عُرض الفيلم في العديد من المهرجانات وتُوِّج فيها بعددٍ من الجوائز:
- المهرجان السينمائي الدولي في ولاية كيرالا (الهند)
- مهرجان بونه السينمائي الدولي (الهند)
- مهرجان فامافيست السينمائي (البرتغال)
- مهرجان سينما أفريكانو
- إيه سي إل
- أمريكا لاتينا دي ميلانو (إيطاليا)
- مهرجان إندي لشبونة (البرتغال)